# Okap w Rachowcu
Okap w Rachowcu – duży okap w skale Kuropatwa na wzniesieniu Rachowiec w miejscowości Kusięta w województwie śląskim, w powiecie częstochowskim, w gminie Olsztyn. Pod względem geograficznym jest to obszar Wyżyny Mirowsko-Olsztyńskiej w obrębie Wyżyny Częstochowskiej. 

## Opis

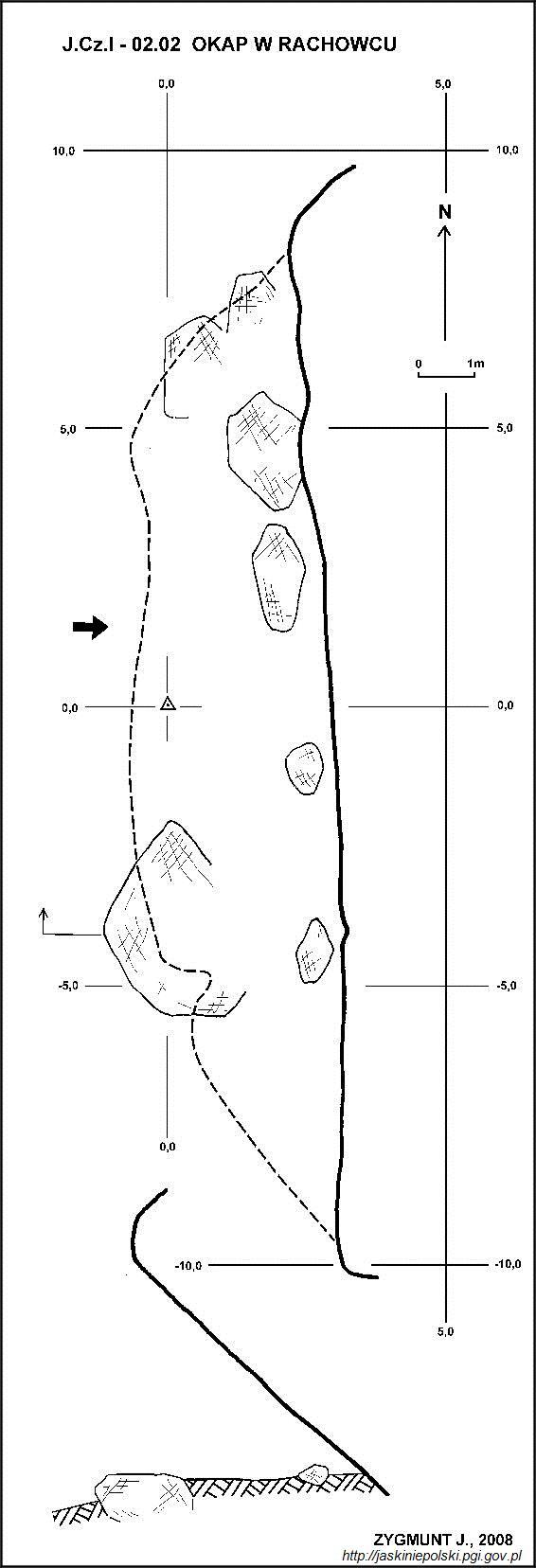
skaluj

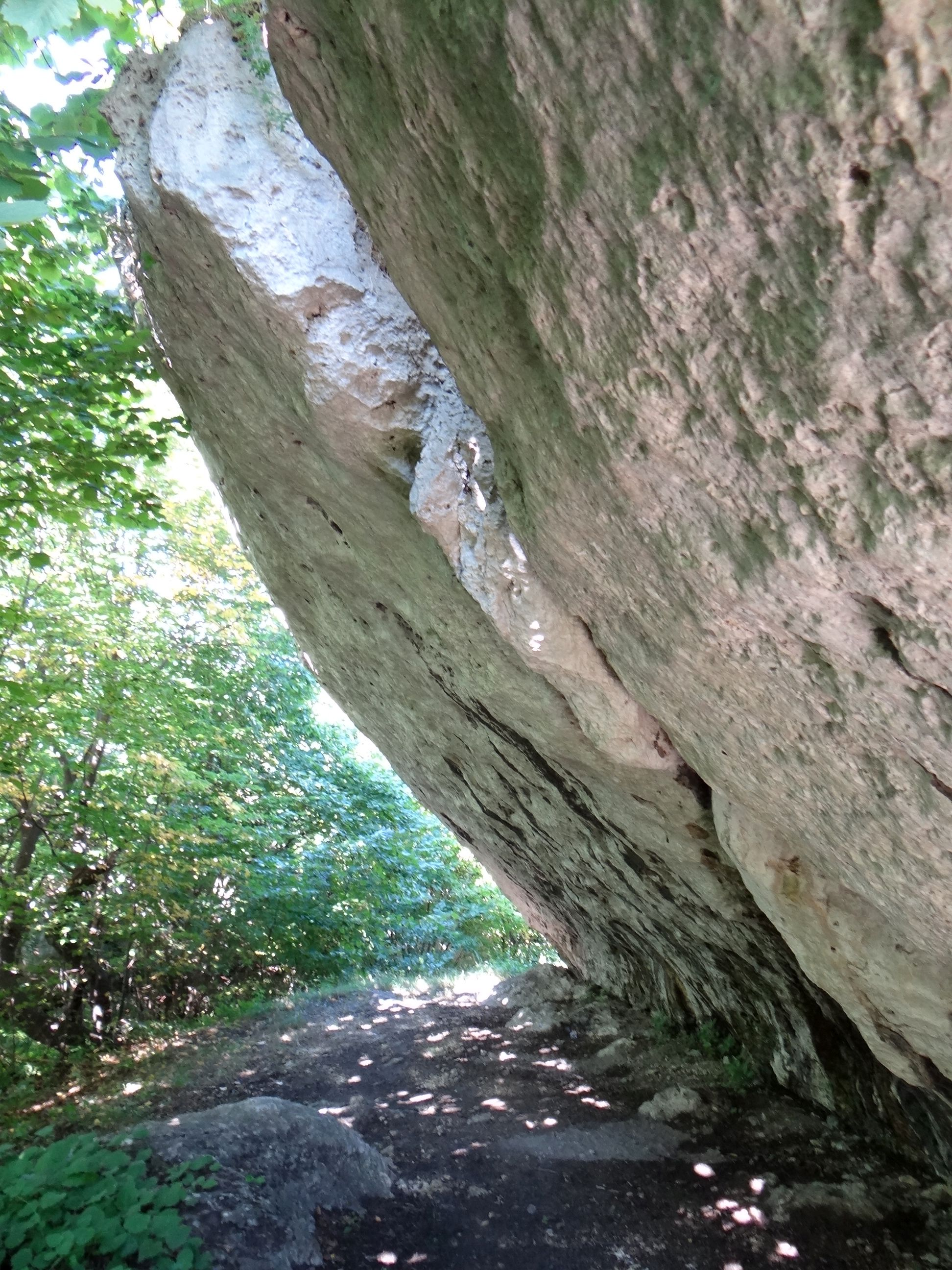
Okap w Rachowcu

Skała Kuropatwa znajduje się w gęstym zagajniku grabowo-leszczynowym, tuż przy wysokim ogrodzeniu prywatnej posesji. Okap znajduje się pod silnie przewieszoną zachodnią ścianą Kuropatwy, poza tym ogrodzeniem. Ma około 5 m wysokości, długość 17,5 m i maksymalny wysięg 3,5 m. Na jego przewieszonej ścianie prowadzą trudne drogi wspinaczkowe o boulderingowym charakterze.
Schronisko pod okapem powstało w późnojurajskich wapieniach skalistych. Ma ogładzone ściany bez nacieków. Jego namulisko składa się z próchnicy z dużą ilością wapiennego gruzu.
Okap w Rachowcu opisał w lipcu 2008 r. J. Zygmunt. On też sporządził jego plan.
W pobliżu Okapu w Rachowcu rośnie rzadki w Polsce gatunek krzewu – kłokoczka południowa Staphylea pinnata. Jej stanowisko tutaj znajduje się na północnym krańcu zasięgu tego gatunku. W mniejszej skale tuż po północnej stronie Kuropatwy (już w obrębie ogrodzonej posesji) znajduje się Koleba w Rachowcu, a w skale ukrytej w leszczynowo-grabowym zagajniku z tyłu Kuropatwy jest Schronisko w Rachowcu.